# کاج مجنون مکزیکی
کاج مجنون مکزیکی (نام علمی: Pinus patula) نام یک گونه از سرده کاج است.